# Peugeot 108
La Peugeot 108 est une petite citadine du constructeur automobile français Peugeot fabriquée entre 2014 et 2021.

## Présentation
Elle est présentée au salon international de l'automobile de Genève 2014. Sa commercialisation a commencé en juin 2014. Elle est construite en collaboration avec le constructeur japonais Toyota, dans l'usine TPCA de Kolin comme ses jumelles rivales Citroen C1 II et Toyota Aygo II.
Le style se démarque davantage que pour les Citroën C1 - Peugeot 107 - Toyota Aygo de première génération, même si la base technique est identique. Elle est disponible en version 3 et 5 portes et en version découvrable appelée 108 Top!.
La version 3 portes cesse d'être produite en avril 2021. La fabrication de la 5 portes se poursuit jusqu'à la fin de la même année.
A compter du restylage de 2019, la 108 reçoit un module multimédia compatible Android Auto/Apple Carplay.

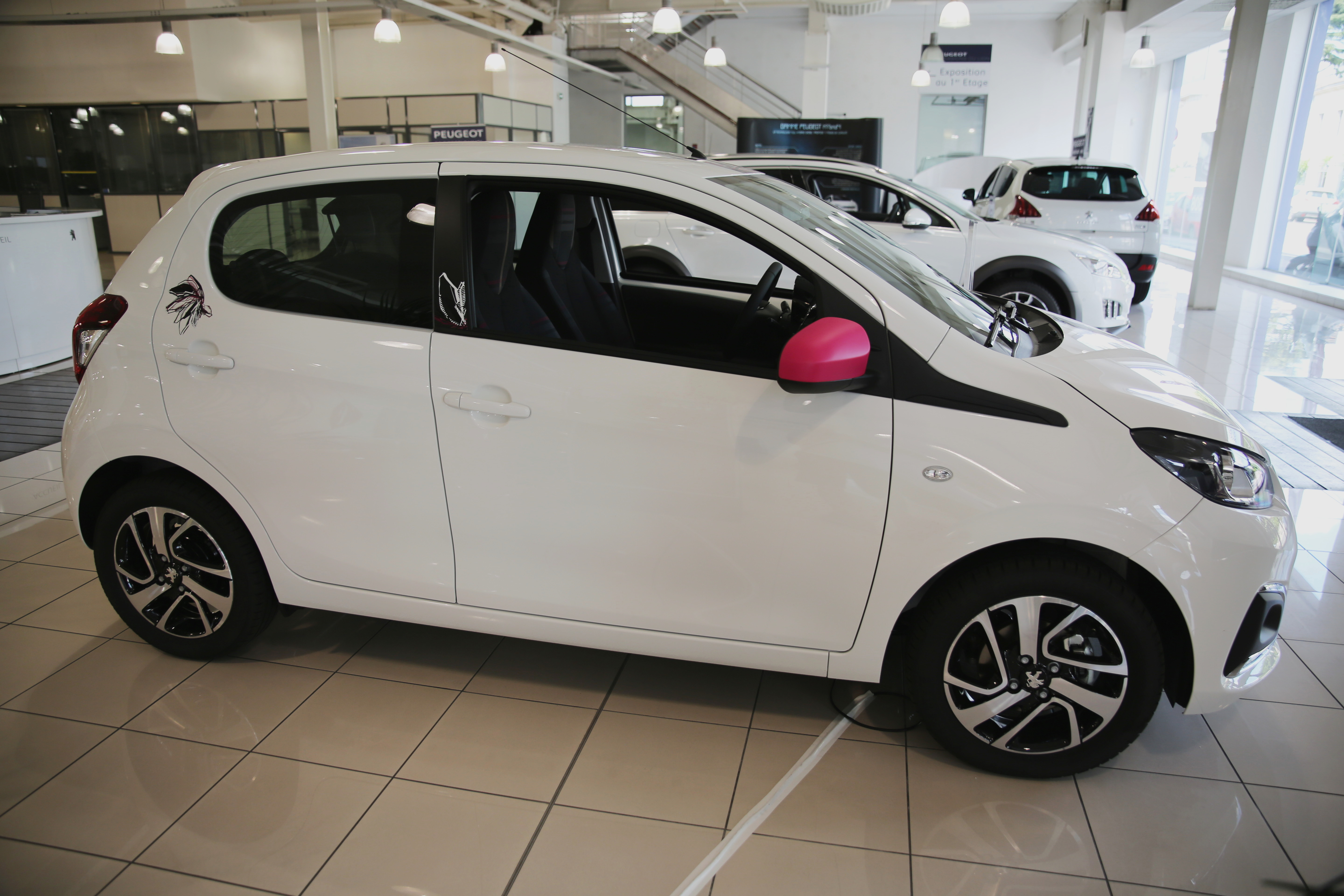
Peugeot 108 5 portes

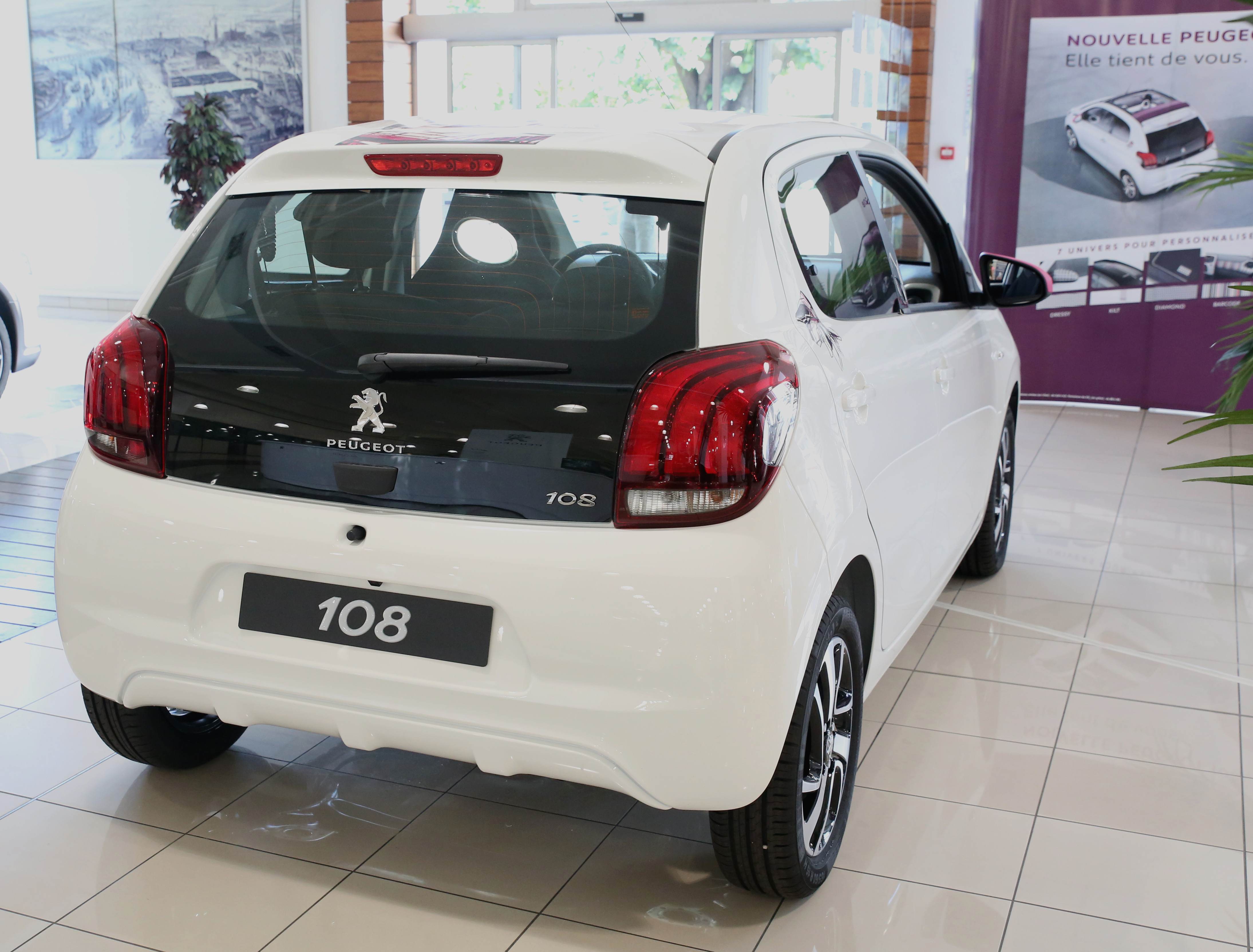
Peugeot 108 5 portes Face arrière

## Motorisations
Toutes les combinaisons mécanique sont Euro 6. Seules les versions PSA sont disponibles en plus avec le 1.2 VTi 82. L'Aygo se contente du 1.0 VVTi de l'ancienne génération remanié et éligible Euro 6, il gagne 4 chevaux au passage.
Les motorisations 1.2 Puretech 82 (ancien VTi renommé) et 1.0 VVTi 68 sont disponibles jusqu'en 2019, à l'occasion du léger restylage du modèle. À partir de ce restylage, le seul moteur disponible est le 1.0 VVTI remanié offrant 72 ch.
Cette nouvelle mouture de 108 ne propose pas de motorisation diesel, contrairement à sa prédécesseur la Peugeot 107.
| Moteur                   | Boîte de vitesses | Cylindrée en cm³ | Puissance maxi en ch DIN (kW) à tr/min | Couple maxi N m à (tr/min) | 0 à 100 km/h en secondes | Vitesse maxi en km/h | Consommation mixte l/100 km | Rejet de CO2 g/km |
| ------------------------ | ----------------- | ---------------- | -------------------------------------- | -------------------------- | ------------------------ | -------------------- | --------------------------- | ----------------- |
| Essence                  |                   |                  |                                        |                            |                          |                      |                             |                   |
| 1.0 VTi type Toyota KR   | BVM5              | 998              | 69 à 72 ch (50 à 53 kW) à 6 000        | 93 à 3 600                 | 14,3                     | 157                  | 5 / 3,6 / 4,1               | 95                |
| 1.0 VTi type Toyota KR   | ETG5              | 998              | 69 à 72 ch (50 à 53 kW) à 6 000        | 93 à 3 600                 | 14,3                     | 157                  | 5 / 3,8 / 4,2               | 97                |
| 1.0 e-VTi type Toyota KR | BVM5              | 998              | 69 à 72 ch (50 à 53 kW) à 6 000        | 93 à 3 600                 | 14,6                     | 157                  | 4,5 / 3,5 / 3,8             | 88                |
| 1.2 VTi type EB2         | BVM5              | 1 199            | 82 ch (60) à 5 750                     | 116 à 2 750                | 11                       | 170                  | 5,4 / 3,7 / 4,3             | 99                |

## Finitions
- Access
- Active
- Envy (série spéciale débutée en 2016)
- Style
- Allure
- Féline (fin en 2016)
- Collection
- GT Line

L'afficheur central du compteur de vitesse est toujours en anglais.
 
L'afficheur du poste de radio est en anglais jusqu'à la finition "Style".  

### Séries spéciales
- Roland Garros[2]
- Collection (dédiée au chanteur Mika)

## Top!
Une version découvrable à toit souple coulissant nommée Top ! est disponible.
Elle est devenue mi 2015, le seul cabriolet de la gamme Peugeot.

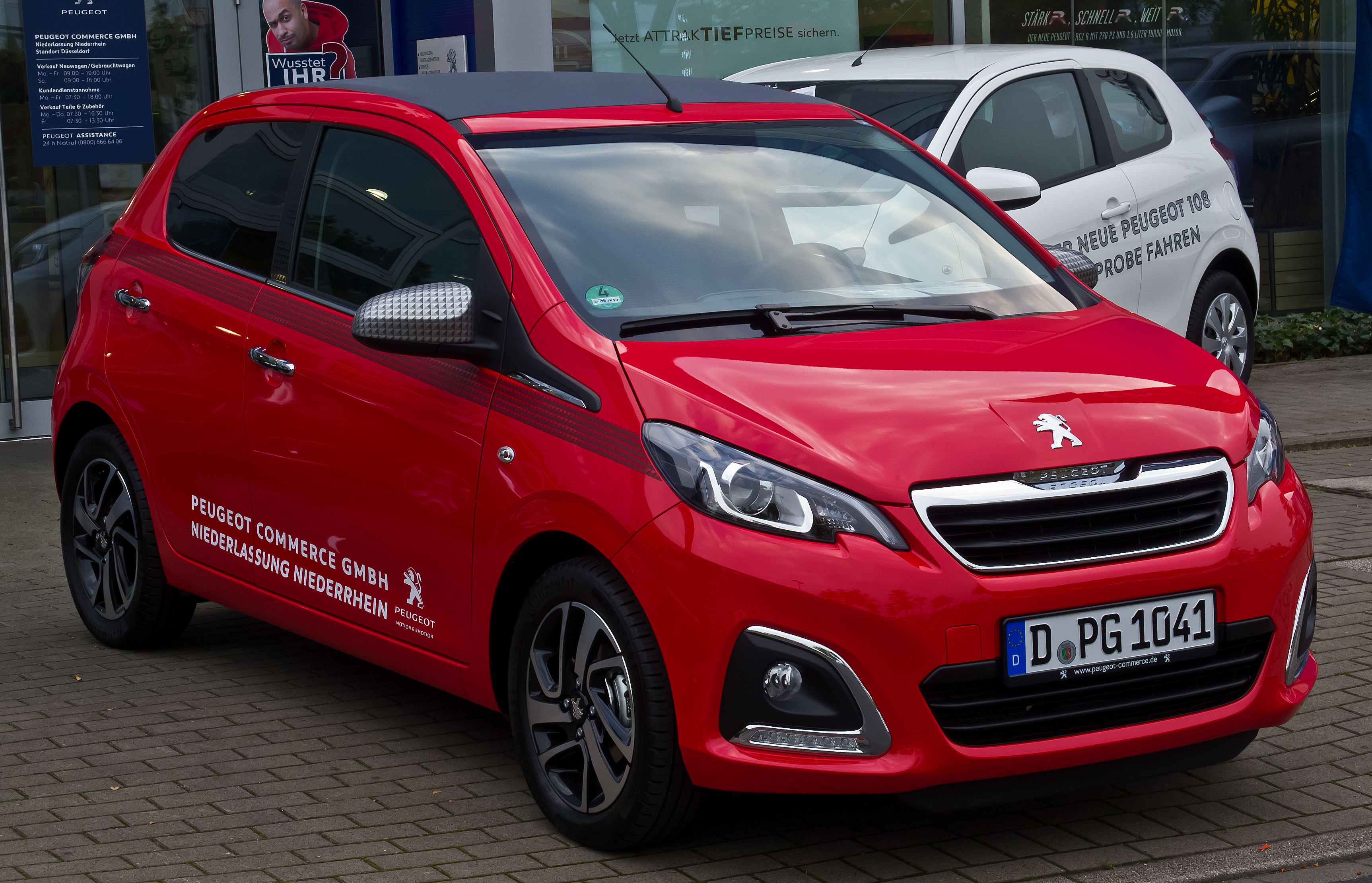
Top !

## Liens
- Site officiel